# Isacco (nome)
Isacco  è un nome proprio di persona italiano maschile.

## Varianti in altre lingue
- Arabo: إسحاق (Ishaq, Ishaaq)[5][6]
- Armeno: Սահակ (Sahak)[7]
- Basco: Isaka[8]
- Catalano: Isaac[7][8]
- Danese: Isak[5][7]
- Ebraico: יִצְחָק (Yitzchaq, Yitzhaq, Yitzhak, Itzhak)[5][7][9]
- Finlandese: Iisakki[7]
  - Diminutivi: Iikka[7], Iiro[7]
- Francese: Isaac
- Greco biblico: Ίσαάκ (Isaák)[1][7][9]
- Inglese: Isaac[5][7][9], Izaak[5], Issac[7]
  - Diminutivi: Ike[5][7], Zak[5]
- Islandese: Ísak[7]
- Latino ecclesiastico: Isaac[1][7][9]
- Norvegese: Isak[5][7]
- Olandese: Izaäk[7]
  - Ipocoristici: Sjaak[7], Sjakie[7]
- Polacco: Izaak[7]
- Portoghese: Isaac[10], Isac[10], Isaque[7]
- Russo: Исаак (Isaak)[7]
- Spagnolo: Isaac[7][8]
- Svedese: Isak[5][7], Isac[7]
- Tedesco: Isaak[7], Izaak[5]
- Turco: İshak
- Ungherese: Izsák[7]

## Origine e diffusione

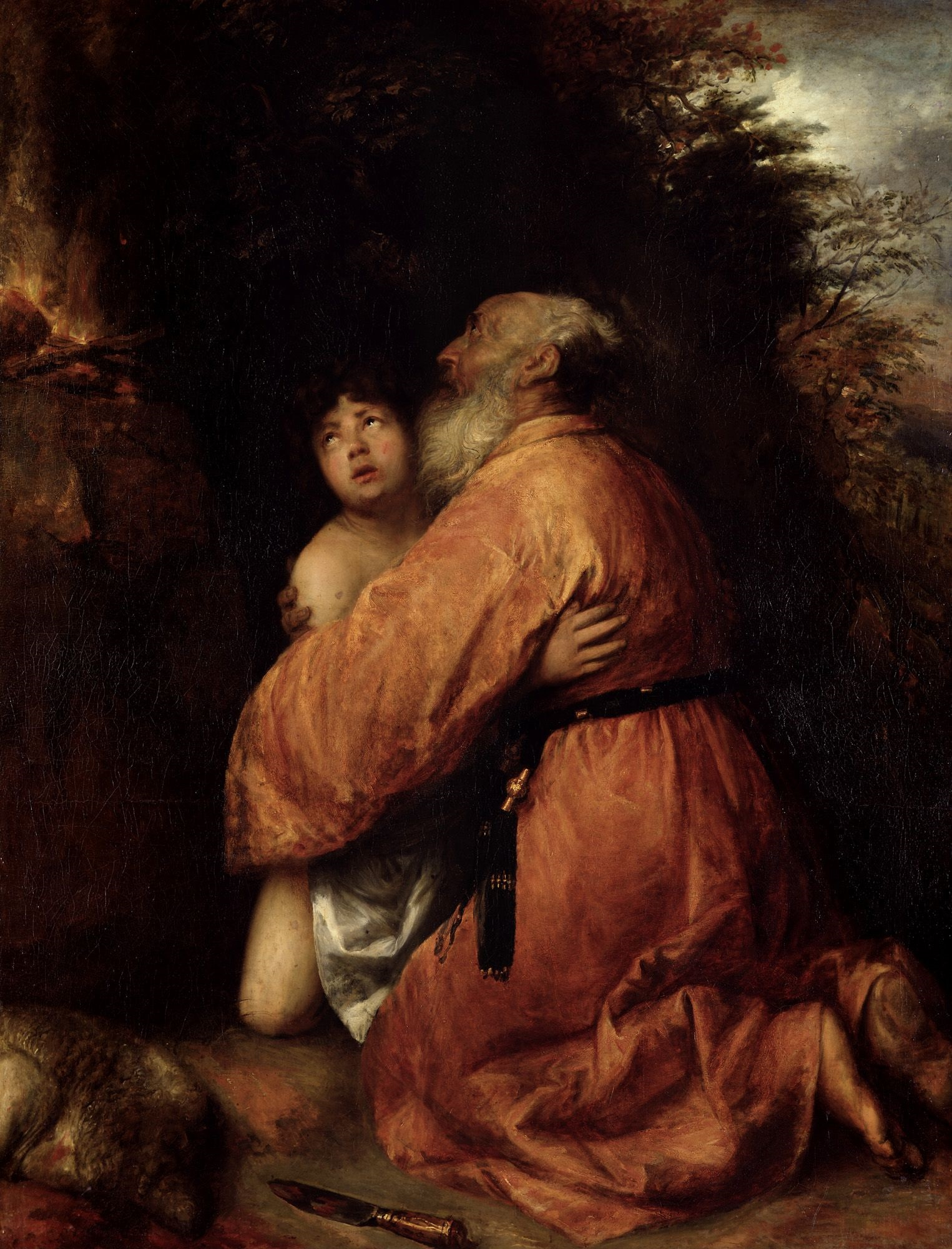
Il sacrificio di Isacco, di Jan Lievens

Si tratta di un nome di tradizione biblica, in quanto portato dal patriarca Isacco, figlio di Abramo e Sara. Esso ci è giunto, tramite il latino Isaac e il greco Ίσαάκ (Isaák), dal nome ebraico יִצְחָק (Yitzchaq o Yitzhaq), certamente connesso con il verbo ebraico צָחַק (tzachaq, "ridere"); nell'Antico Testamento, questa etimologia è spiegata col fatto che Abramo rise quando Dio gli disse che la sua anziana moglie avrebbe concepito un figlio, e anche Sara rise quando la profezia le venne riferita (Gn17:17 e 18:10-15), e di conseguenza il nome viene interpretato come "egli ride", "egli possa ridere", "egli riderà", "egli gioirà", o "risata". Alternativamente, il soggetto sottinteso, in questo nome così come in vari altri nomi ebraici, potrebbe essere piuttosto Dio, e quindi il nome avrebbe il significato di "possa Dio ridere", "possa Dio sorridere", e in senso lato "possa Dio essere benevolente [verso il bambino così battezzato]". In ogni caso, il nome è affine per semantica ad altri quali Gelasio, Ilario e Gaudenzio.
Nonostante la presenza di diversi santi così chiamati, il nome gode di scarsissima diffusione tra i cattolici, mentre è più diffuso tra i protestanti, fra i quali è più radicata l'usanza di adottare nomi biblici. È invece molto ben attestato nelle comunità ebraiche, sia in Italia (dove è diffuso maggiormente al Nord e al Centro), sia in Inghilterra.

## Onomastico
L'onomastico può essere festeggiato in memoria di numerosi santi, alle date seguenti:
- 14 gennaio, sant'Isacco, martire in Arabia[1]
- 28 gennaio, sant'Isacco, monaco e mistico, vescovo nestoriano di Ninive, venerato dalle Chiese orientali
- 14 febbraio, sant'Isacco di Pečers'k, monaco al monastero delle grotte di Kiev, venerato dalle Chiese orientali
- 25 marzo, sant'Isacco, patriarca biblico[1][14][15]
- 8 aprile, sant'Isacco, martire con sant'Hamazasp in Armenia[14]
- 11 aprile, sant'Isacco, eremita a Monteluco[1][4][14][15]
- 13 aprile, sant'Isacco, martire a Pergamo[1]
- 21 aprile, sant'Isacco, servo di sant'Alessandra, martire a Nicomedia sotto Diocleziano[15]
- 15 maggio, sant'Isacco, ucciso con i santi Bohtiso e Simeone sotto Sapore II, uno dei martiri persiani[14][15]
- 30 maggio (o 3 agosto), sant'Isacco di Dalmazia, monaco e abate a Costantinopoli[14][15]
- 3 giugno, san'Isacco, monaco, uno dei martiri di Cordova[1][4][14][15][16]
- 1º luglio, sant'Isacco, martire in Umbria[1]
- 8 settembre, sant'Isacco il Grande, figlio di Narsete il Grande, catholicos d'Armenia e di tutti gli armeni[14][15]
- 21 settembre, sant'Isacco, vescovo e martire a Cipro[15]
- 14 ottobre, beato Isaac Carrascal Moso, sacerdote clarettiano, uno dei martiri della guerra civile spagnola[15]
- 18 ottobre (o 19 ottobre come parte dei martiri del Canada), sant'Isacco Jogues, missionario gesuita, martire con altri confratelli ad Ossernenon[1][14][15][16]
- 12 novembre, sant'Isacco, monaco camaldolesi, martire con altri compagni presso Gniezno[1][14][15][16]
- 30 novembre, sant'Isacco, vescovo di Beth-Seleucia, uno dei martiri persiani[15]

## Persone

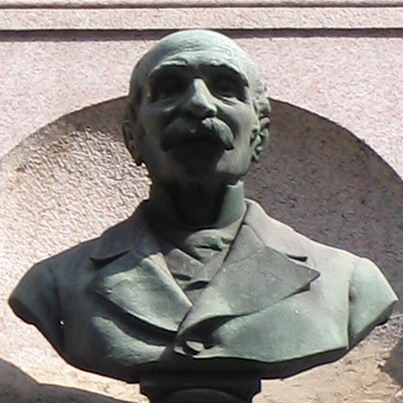
Isacco Artom

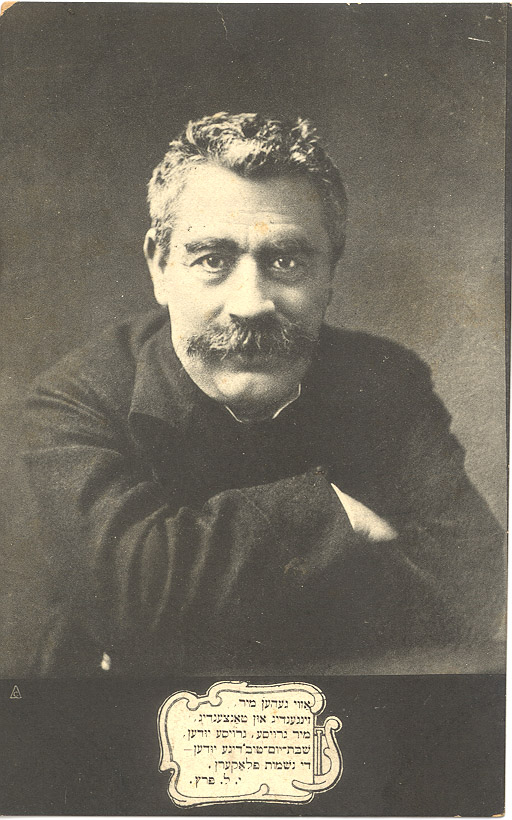
Isacco Leyb Peretz

- Isacco Artom, diplomatico e politico italiano
- Isacco Arcangeli, patriota italiano
- Isacco ben Mordecai, medico e filosofo italiano
- Isacco Comneno, figlio di Giovanni II Comneno
- Isacco da Forlì, miniaturista, pittore e letterato italiano
- Isacco I Comneno, imperatore bizantino
- Isacco II Angelo, imperatore bizantino
- Isacco di Dalmazia, monaco e santo bizantino
- Isacco di Ninive, monaco, mistico e santo
- Isacco di Pečers'k, monaco e santo ucraino
- Isacco Jogues, gesuita, missionario e santo francese
- Isacco Levi, partigiano italiano
- Isacco Mariani, pilota motociclistico italiano
- Isacco Maurogonato Pesaro, politico italiano
- Isacco Nahoum, politico italiano
- Isacco Leyb Peretz, scrittore polacco

### Variante Isaac

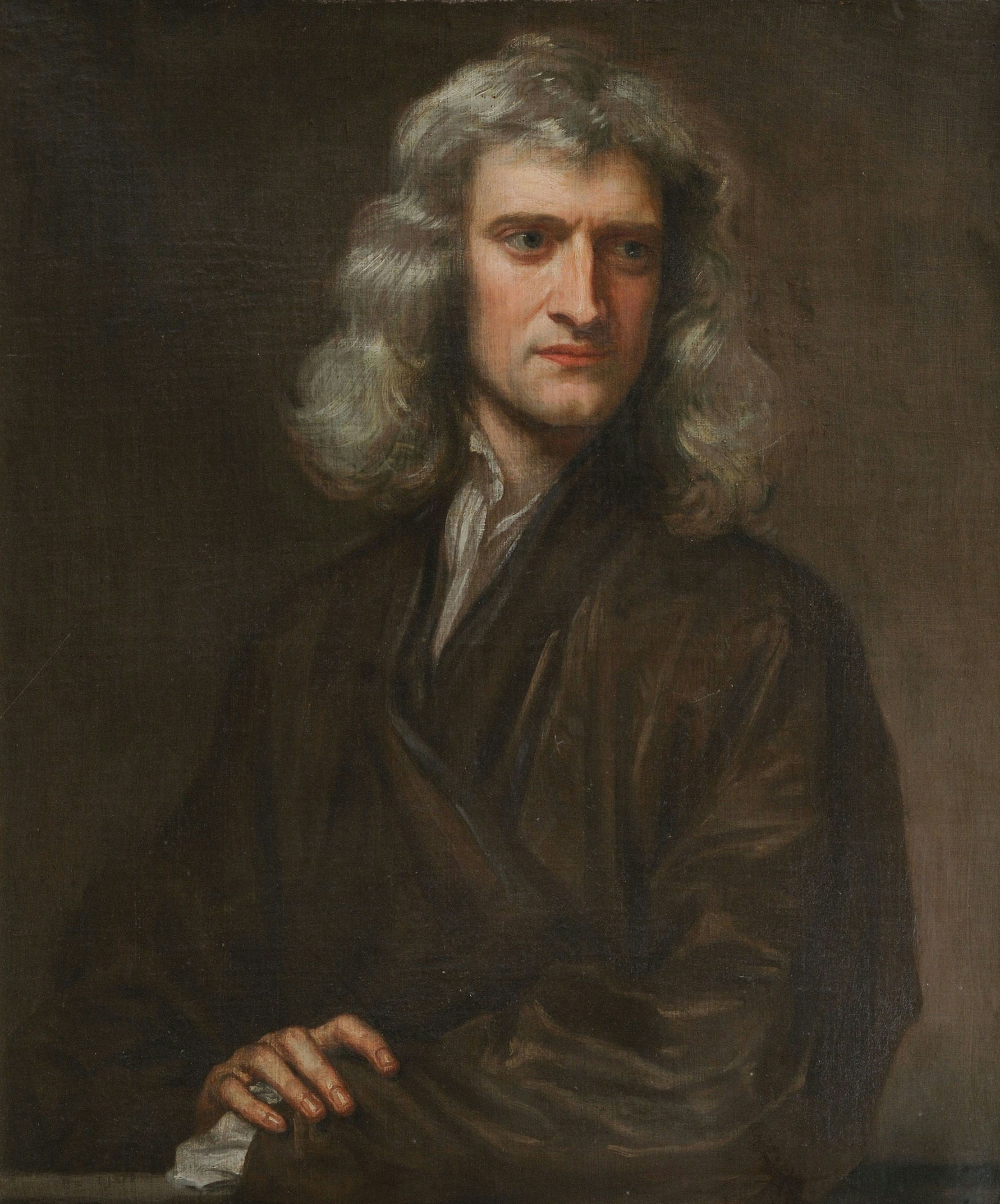
Isaac Newton

- Isaac Albéniz, pianista e compositore spagnolo
- Isaac Asimov, biochimico e scrittore statunitense
- Isaac Barrow, matematico, teologo, erudito ed ecclesiastico inglese
- Isaac Bonewits, saggista statunitense
- Isaac Cuenca, calciatore spagnolo
- Isaac Isaacs, politico australiano
- Isaac René Guy Le Chapelier, politico, avvocato e rivoluzionario francese
- Isaac Newton, matematico, fisico ed alchimista inglese
- Isaac Rosenberg, poeta e pittore inglese
- Isaac Stern, violinista ucraino naturalizzato statunitense

### Variante Isaak

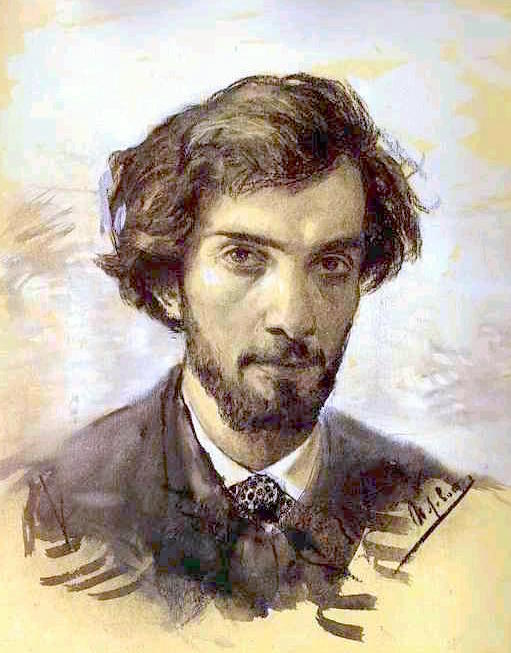
Isaak Il'ič Levitan

- Isaak Ėmmanuilovič Babel', giornalista, drammaturgo e scrittore russo
- Isaak Efremovič Boleslavskij, scacchista sovietico
- Isaak Jaglom, matematico sovietico
- Isaak Markovič Chalatnikov, fisico russo
- Isaak Il'ič Levitan, pittore e paesaggista russo
- Isaak Pattiwael, calciatore indonesiano
- Isaak Rubin, economista russo
- Isaak Švarz, musicista russo

### Variante Itzhak

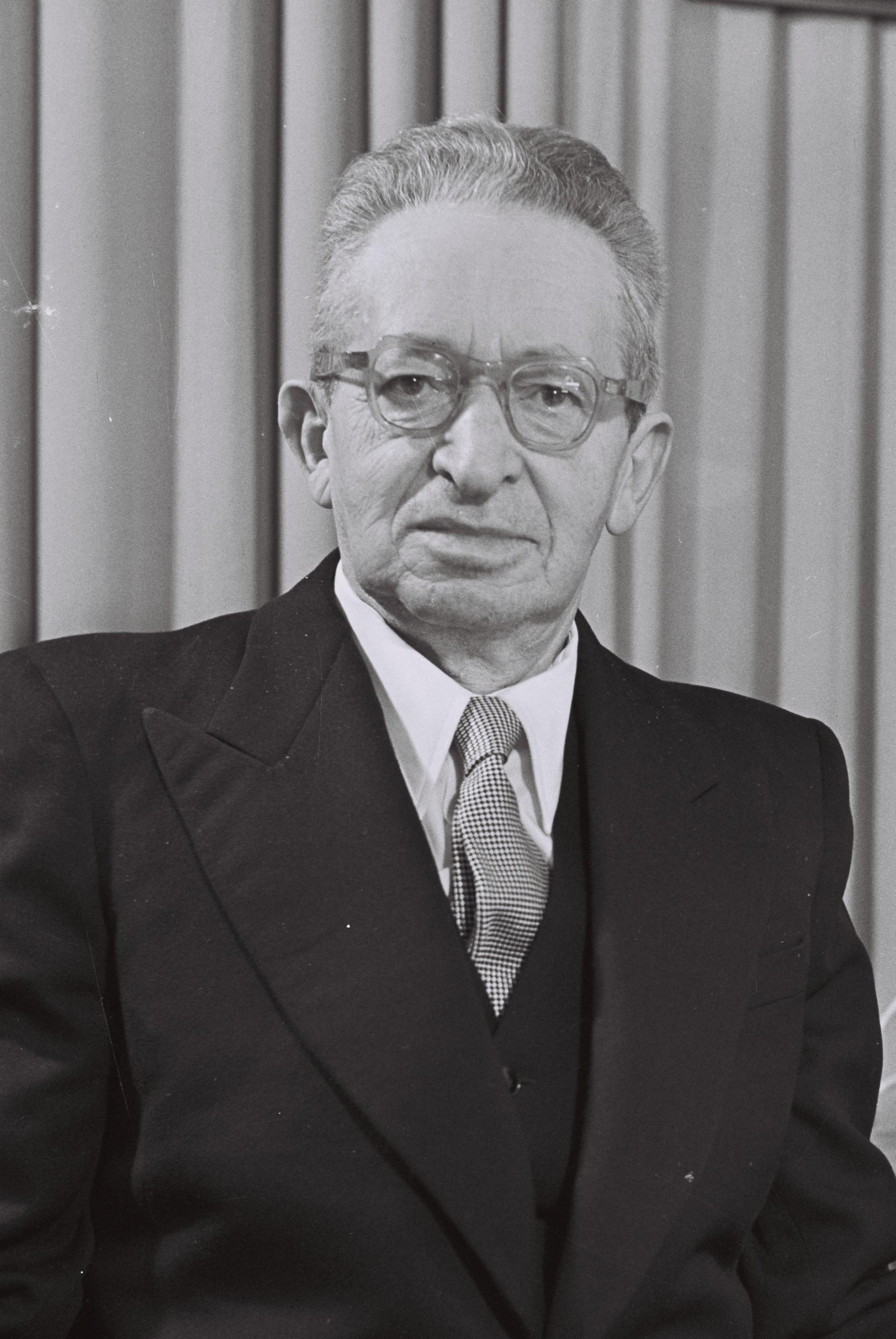
Itzhak Ben-Zvi

- Itzhak Ben-Zvi, politico israeliano
- Itzhak Perlman, violinista e direttore d'orchestra israeliano
- Itzhak Schneor, calciatore israeliano
- Itzhak Shum, allenatore di calcio e calciatore israeliano
- Itzhak Stern, contabile polacco
- Itzhak Vissoker, calciatore israeliano

### Variante Yitzhak
- Yitzhak Navon, politico israeliano
- Yitzhak Rabin, politico e militare israeliano
- Yitzhak Shamir, politico israeliano

### Variante Ike

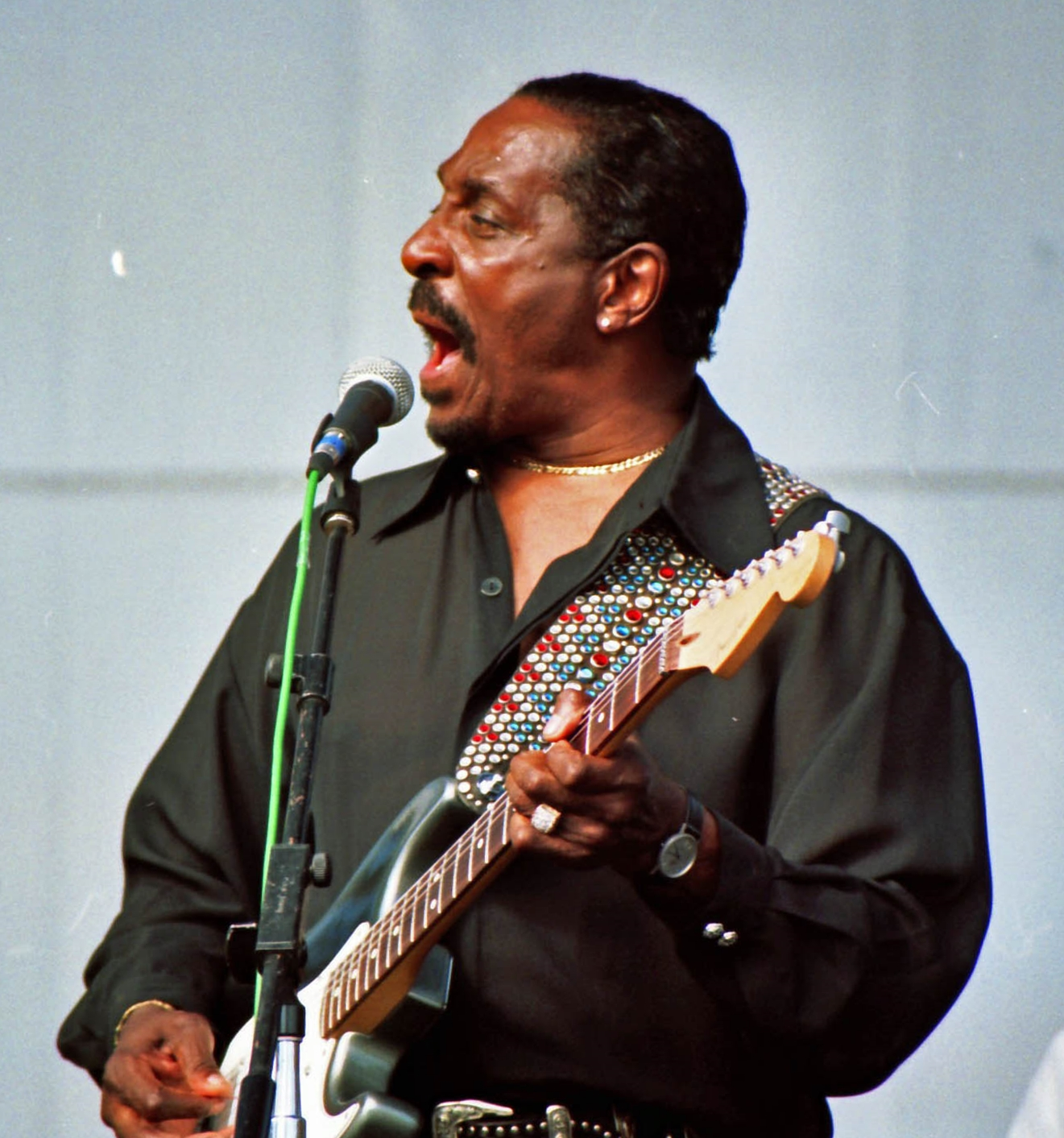
Ike Turner

- Ike Barinholtz, attore e sceneggiatore statunitense
- Ike Borsavage, cestista statunitense
- Ike Clanton, criminale statunitense
- Ike Turner, cantante e musicista statunitense
- Ike Williams, pugile statunitense

### Altre varianti
- Iiro Aalto, calciatore finlandese
- Izaak Opatowski, ingegnere e scienziato polacco
- Isak Arne Refvik, calciatore norvegese
- Isak Scheel, calciatore norvegese
- Ishak Belfodil, calciatore algerino
- Iiro Tenngren, cestista finlandese
- Izaak Walton, scrittore britannico

## Il nome nelle arti
- Ike Anwhistle è un personaggio della serie di romanzi Una serie di sfortunati eventi, scritta da Lemony Snicket.
- Ike Broflovski è un personaggio della serie animata South Park.
- Isaac Clarke è il protagonista della serie videoludica Dead Space.
- Isaac Lahey è un personaggio della serie televisiva Teen Wolf.
- Isaac McDougal è un personaggio della serie manga Fullmetal Alchemist.
- Isak Valtersen è un personaggio della serie televisiva Skam.
- Isaac Foster è un personaggio del videogioco horror Angels of Death.
- Isaac è il protagonista del videogioco The Binding of Isaac, dove la trama è in parte ispirata al Sacrificio di Isacco.